# Hemithraupis
Hemithraupis är ett fågelsläkte i familjen tangaror inom ordningen tättingar: Släktet omfattar tre arter som förekommer i Latinamerika från östra Panama till nordöstra Argentina:
- Guiratangara (H. guira)
- Gulhalsad tangara (H. ruficapilla)
- Gulryggig tangara (H. flavicollis)